# یوروینن
یُرویْنِن (به فنلاندی: Joroinen) یک منطقهٔ مسکونی در فنلاند است که در ساوونیای جنوبی واقع شده‌است.